# 7527-es mellékút (Magyarország)
A 7527-es számú mellékút egy közel huszonöt kilométer hosszú, négy számjegyű mellékút a Zala vármegyére jellemző észak-déli irányú völgyek egyikében, a Principális-csatorna völgyének keleti oldalán. Nagykanizsa térségét kapcsolja össze a 75-ös főúttal.

## Nyomvonala
A 7551-es útból ágazik ki, annak 6+700-as kilométerszelvénye közelében, Nagykanizsa területének legészakibb részén, észak felé. Alig 100 méter után kiágazik belőle nyugati irányba a 75 162-es út, ami Nagykanizsa Korpavár nevű külterületi településrészére vezet. Ez az út delta csomóponttal kapcsolódik a 7527-eshez, a delta északnyugati ága önállóan számozódik, és a 75 601-es számot viseli. Onnan, ahol ez utóbbival találkozik, az út már Nagykanizsa és Újudvar határát követi, 500 méter után pedig teljesen újudvari területre lép. 200 méterrel arrébb kiágazik belőle a 75 321-es út Újudvar vasútállomásra, 1,7 kilométer után pedig eléri a település első házait; a belterületen az Ország út nevet viseli.
Újudvar központjában, 2,6 kilométer után kiágazik belőle kelet felé a 75 129-es út, ez az Újudvar és Nagybakónak határa közelében, de újudvari területen álló tv-toronyhoz vezet. A község lakott területének északi szélét az út a negyedik kilométerénél éri el, ahol egyúttal a 7528-as út is kiágazik belőle nyugat felé, Magyarszerdahely irányába. 4,3 kilométer után keresztezi a Morgány-patakot, a 4+750-es kilométerszelvénye táján pedig elhalad Morgánypuszta településrész mellett. Az 5+550-es kilométerszelvényénél hagyja el Újudvar területét, és ott már rögtön Gelsesziget házai közé ér.
Gelseszigeten a Fő utca nevet viseli a belterületen húzódó, majdnem pontosan egy kilométernyi szakasza. 7,2 kilométer után kilép a településről és Gelse területére ér, ott először Búslakpuszta településrész mellett halad el, attól nyugatra, majd a 9. kilométerénél beér a község központjába. Ott előbb a Kossuth Lajos utca nevet veszi fel, majd a központ északi részén, a helyi termálfürdővel majdnem szemben kiágazik belőle a 7529-es út, Pölöskefő és Zalaszentbalázs irányába. Gelse északi részén két irányváltása is van, melyeket elhagyva a legutolsó itteni szakasza az Arany János utca nevet viseli, de alapvetően északi irányban lép ki a településről, 11,2 kilométer után.
13,3 kilométer megtételét követően lép Kilimán területére, ahol rögtön lakott területen halad, Petőfi Sándor utca néven. 14,2 kilométer után torkollik bele kelet felől a 7525-ös út, Orosztony és Zalaszabar felől. 14,8 kilométer után fogynak el az út két oldaláról a kilimáni házak, ott rögtön át is lép Alsórajk településre. E község lakott területét a 15+350-es kilométerszelvényénél éri el, ott Kossuth utca a neve, a központon túljutva, a település északi részén pedig Béke utca néven húzódik. 16,8 kilométer után hagyja el Alsórajk legészakabbi házait, nem sokkal a 17. kilométere után pedig már Felsőrajkon húzódik.
Felsőrajk belterületét a 17,900-as kilométerszelvénye előtt éri el, majd a 18. kilométernél kiágazik belőle nyugat felé a 75 323-as út, Felsőrajk vasútállomás felé. Települési neve itt Szabadság utca, addig, amíg, a 19,200-as kilométerszelvénye után el nem éri a község központját. Ott kettéágazik: nyugat-északnyugat felé a 7532-es út indul, a 7527-es út pedig északkeleti irányba folytatódik, Petőfi Sándor utca néven. 20. kilométere táján már ismét nagyjából északnak tart, ott lép ki a település házai közül. 22,5 kilométer megtétele után érkezik az utolsó települése, Pacsa területére, a község házait 23,5 kilométer után éri el, ahol a Rajki utca nevet veszi fel. A 75-ös főútba torkollva ér véget, annak 19+650-es kilométerszelvénye közelében.
Teljes hossza, az országos közutak térképes nyilvántartását szolgáló kira.gov.hu adatbázisa szerint 24,747 kilométer.

## Települések az út mentén
- Nagykanizsa
- Újudvar
- Gelsesziget
- Gelse
- Kilimán
- Alsórajk
- Felsőrajk
- Pacsa